# バラエティ・ジョーンズとスメドレー
バラエティ・ジョーンズ(Variety Jones) (通称サイモン(Cimon))とスメドレー(Smedley) (Smed)・チャージャーはダークネット・マーケットの「シルクロード」の創設に密接に関与したと報じられている個人の偽名。

## 関与
セキュリティ研究者のRuna A. Sandvikによれば、バラエティ・ジョーンズは麻薬戦争に反対する大麻種子のベンダーとして2011年にシルクロードに参加した。ロス・ウルブリヒトとは緊密に協力しており、ペネトレーションテストのテスター、金融アドバイザー及びメンターとして行動し、ウルブリヒトが用いていた肩書き「ドレッド・パイレーツ・ロバート(Dread Pirate Roberts)」を提案した人物でもある。差し押さえられたチャットのログによれば、ジョーンズはまた最初の嘱託殺人疑惑を提案していたが 、実際に行われることはなかった
スメドレーはGawkerユーザーの流入の後に比較的高賃金の従業員としてコーダーとしてサイトに参加した 。未完成のプロジェクトとして暗号化電子メールシステム「シルクメール」と将来の金融及びインターネットプロジェクトなどが含まれていた。時にはスメドレーが直接ジョーンズに報告しているようだった

## 素性
ブロックチェーンのビットコイントランザクション、機密情報源、貴重なタイの大麻種子、別名の合理化の追跡を通じてこれら個人の身元調査が行われた。結果としてスメドレーの身元はタイ在住のアメリカのウェブ開発者Mike Wattierの可能性があると示唆された。バラエティ・ジョーンズは同じくタイ在住のカナダ人のトーマス・クラークの可能性があった 。2015年12月3日、クラークはタイで逮捕されアメリカ合衆国へ引き渡しに直面している

## 拘留
タイでの彼の逮捕及び拘留(現在も継続中)の約1年後、クラークはタイの軍事政権の首相プラユット・チャンオチャに近い情報関係職員のための「極秘情報」を持っていると主張した
タイで引き渡しと戦っている間、彼はコンクリートの床で睡眠をとっており、クラークはシルクロードのダークドラッグネットワークに関与した腐敗したFBI捜査官の知識を持っていると主張している。